# Vittoria Ceretti
Vittoria Ceretti (nascida em 7 de junho de 1998) é uma supermodelo italiana. Ceretti foi descoberta aos 14 anos.

## Carreira

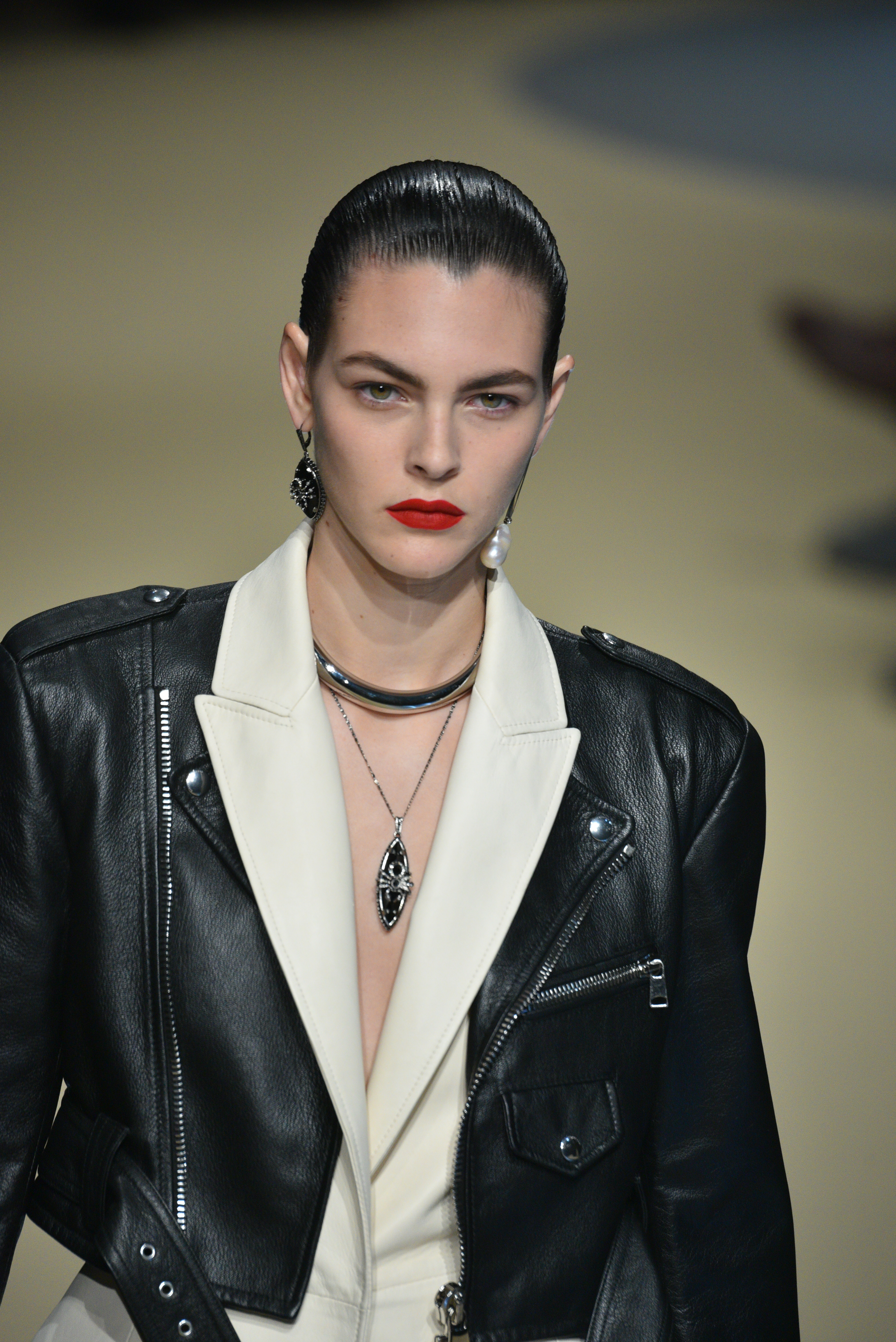
Vittoria Ceretti desfilando para Alexander McQueen em 2018

Ceretti estreou na passarela da cidade italiana de Milão, para a estilista Kristina Ti.  Desde então, ela modelou para Max Mara, Chloé, Paco Rabanne, Alexander McQueen, DKNY, Lanvin, Ralph Lauren, Alexander Wang, Jason Wu, Celine, Loewe, Jacquemus, Salvatore Ferragamo, Anna Sui, Hugo Boss, Dolce & Gabbana, Armani, Prada, Proenza Schouler, JW Anderson, Moschino, Fendi, Valentino, Roberto Cavalli, Versace, Missoni, Louis Vuitton, Burberry, Chanel, Christian Dior, Miu Miu, Givenchy, Alberta Ferretti, Marc Jacobs, Michael Kors, Bottega Veneta, Tom Ford, Tommy Hilfiger, Versace e Yves Saint Laurent.      
Segundo a Vogue Italia, Vittoria Ceretti foi a modelo mais procurada de 2018 em seu site. 
Vittoria é atualmente classificada como um "ícone da indústria" pelo site models.com. 

## Vida pessoal
Em entrevista à Vogue Paris, Ceretti mencionou que teria estudado atuação ou psicologia se não tivesse começado a carreira de modelo. 
Ela se casou com Matteo Milleri, um DJ italiano, em 1º de junho de 2020, em Ibiza, Espanha.  Eles se separaram em junho de 2023. Ceretti está em um relacionamento com Leonardo DiCaprio desde 2023.